# Långtjärnen (Åre socken, Jämtland, 703586-134732)
Långtjärnen är en sjö i Åre kommun i Jämtland och ingår i Indalsälvens huvudavrinningsområde. Sjön har en area på 0,0934 kvadratkilometer och ligger 535,3 meter över havet.

## Delavrinningsområde
Långtjärnen ingår i det delavrinningsområde (703367-134850) som SMHI kallar för Mynnar i Indalsälvens vattendragsyta. Medelhöjden är 545 meter över havet och ytan är 27,81 kvadratkilometer. Det finns inga avrinningsområden uppströms utan avrinningsområdet är högsta punkten. Rullån som avvattnar avrinningsområdet har biflödesordning 3, vilket innebär att vattnet flödar genom totalt 3 vattendrag innan det når havet efter 329 kilometer. Avrinningsområdet består mestadels av skog (88 procent). Avrinningsområdet har 0,1 kvadratkilometer vattenytor vilket ger det en sjöprocent på 0,3 procent.